# Лазарус Чаквера
Лазарус Маккарті Чаквера (англ. Lazarus McCarthy Chakwera; нар. 5 квітня 1955, Лілонгве, Малаві) — малавійський богослов і політик, президент Малаві з 28 червня 2020 року. Очільник партії Конгресу Малаві з 2013 року, а також Малавійської Асамблеї Бога 1989 — 14 травня 2013 року.

## Біографія
Лазарус Чаквера народився у Лілонгве, нинішній столиці Малаві, 5 квітня 1955 року, коли країна ще перебувала під британською орудою. Його батьки були фермерами та мешкали на околиці міста. Одружений з Монікою і разом вони мають четверо дітей та онуків.
Чаквера здобув ступінь бакалавра мистецтв (філософії) в університеті Малаві в 1977 році. Він вивчав теологію і здобув Почесну ступінь в Університеті Лімпопо у Південній Африці, здобув ступінь магістра (Університет Південної Африки) в 1991 р. Міжнародний університет Трініті в США присвоїв йому ступінь доктора наук (D. Min) в 2000 році. Він став професором Панафриканської теологічної семінарії у 2005 році..
14 квітня 2013 року оголосив бажання очолити партію Конгресу Малаві. З'їзд партії був перенесений на серпень 2013 року. На з'їзді був обраний Чаквера і, таким чином, його було оголошено кандидатом у президенти на президентських виборах 2014 року, де він здобув 28 % голосів.
На президентських виборах 2019 року він знову зайняв друге місце з приблизно 35 % голосів після діючого президента Мутаріка (39 %). На повторних виборах у червні 2020 року абсолютна більшість голосів проголосувала за Чаквера — 58 % голосів, Обійняв посаду президента 28 червня 2020.